# De camino a la vereda
«De camino a la vereda» es una canción de la agrupación musical cubana Buena Vista Social Club, compuesta por Ibrahim Ferrer y cantada en conjunto con Elíades Ochoa.

## Descripción
Líricamente, la canción es una interpelación directa a un «compay» (compadre, compañero), advirtiéndole de que no está tomando buenas decisiones, que va «de camino a la vereda» (camino estrecho, difícil). El grupo le está echando en cara a su compay que va de una mujer a otra (Andrea, Geraldina y Dorotea), para luego interpelar a la mujer y recriminarle que tiene «malos sentimientos».
Finalmente, les insta a «huir del mayoral», para que éste no sepa de sus actos. En la historia colonial de Cuba, el mayoral era el jefe de una plantación de esclavos. Es común en la música cubana hacer referencia a elementos del esclavismo colonial (el campesino o «guajiro», la caña de azúcar, el mayoral...etc.). Esto es porque mucha de esta música proviene de los antiguos esclavos, quienes temen al castigo del mayoral, igual que en el sur de Estados Unidos la música soul hacía menciones a los vigilantes. 
En la pista original también se cantan dos versos de la popular canción mexicana «Cielito lindo».

## Versiones
- De camino a la vereda, de Latin from the North
- De camino a la vereda, de Party Tyme Karaoke
- De camino a la vereda, de Paulo Moura